# روبرت ساها
روبرت ساها (زاده ۱۱ مارس ۱۹۷۶) بازیکن سابق  فوتبال اهل جمهوری چک بوده است.
او سابقهٔ عضویت در تیم‌های پرسپولیس و شاهین بوشهر در ایران را دارد.
باشگاه ها:
ساها کار خود را در باشگاه بانکیک استراوا چک آغاز کرد. در سال 2001 به سوپر لیگ چین تیم شنیانگ گینده رفت. پس از یک فصل در شنیانگ گینده، ساها به بانکیک استراوا بازگشت و در سال 2003 با SK Sigma Olomouc قرارداد بست.
پس از تحت تاثیر قرار دادن در Sigma Olomouc، او به قهرمان بلغارستان زسکا صوفیه منتقل شد.[1]
پس از یک اقامت ناامید کننده در زسکا صوفیه، او نظر غول ایرانی پرسپولیس را به خود جلب کرد. و در سال 2005 قراردادی 18 ماهه با این باشگاه امضا کرد.
در فوریه 2011، او به Odra Wodzisław نقل مکان کرد.